# Hyalurgus latifrons
Hyalurgus latifrons är en tvåvingeart som beskrevs av Chao och Shi 1980. Hyalurgus latifrons ingår i släktet Hyalurgus och familjen parasitflugor. Inga underarter finns listade i Catalogue of Life.